# FamilySearch
FamilySearch ist eine öffentliche genealogische Datenbank als Teil des Projekts der Genealogical Society of Utah, einer Organisation der Kirche Jesu Christi der Heiligen der Letzten Tage (Mormonen). Sie enthält mehrere Milliarden Datensätze. Einen wichtigen Bestandteil machen verfilmte Kirchenbücher aus.
Nach der mormonischen Theologie können auch bereits Verstorbene Zugang zum Ewigen Leben oder einem der anderen Reiche der Herrlichkeit erhalten, indem durch Stellvertreter eine Totentaufe in einem Tempel der Kirche Jesu Christi der Heiligen der Letzten Tage vorgenommen wird. Die Totentaufe erfolgt bei den Mormonen im Familienverbund, deshalb ist die Abstammung von entscheidender Bedeutung. Daraus ergibt sich die Relevanz der genealogischen Forschung für die Angehörigen der Kirche Jesu Christi HLT.
Abgesehen von der im Internet zugänglichen Datenbank besteht Family Search in etwa 4.750 ehrenamtlich betriebenen Standorten in aller Welt, in denen Mormonen für den eigenen Bedarf oder jeden Ratsuchenden genealogische Recherchen in der Datenbank durchführen. Der Hauptsitz und die größte genealogische Forschungseinrichtung der Welt ist die Family History Library am Temple Square in Salt Lake City. Hier liegen die Originalbestände der Datenbank: Mikrofilme, Abschriften und andere Kopien von Kirchenbüchern aus aller Welt.